# Geelkeelgors
De geelkeelgors (Emberiza elegans) is een zangvogel uit de familie van gorzen (Emberizidae).

## Verspreiding en leefgebied
Deze soort telt twee ondersoorten:
- E. e. elegans: van oostelijk Siberië en noordoostelijk China tot Korea en Japan.
- E. e. elegantula: centraal China.